# Der Floh im Ohr
Der Floh im Ohr (französischer Originaltitel: La Puce à l'oreille) ist eine Farce im Varieté-Stil des französischen Dramatikers Georges Feydeau, die am 2. März 1907 im Théâtre des Nouveautés in Paris uraufgeführt wurde. Es ist das meistgespielte Werk des Autors.

## Inhalt
Bei dem Stück handelt es sich um eine Situationskomödie, die vor Ironie, Humor, Witz und einzigartigem Charme strotzt. Es spielt teilweise in einem Pariser Stundenhotel um die Wende vom 19. zum 20. Jahrhundert. Frau Raymonde Chandebise beabsichtigt, die Treue ihres Mannes Victor-Emmanuel, Direktor einer Versicherungsgesellschaft, zu überprüfen. Die Situation wird jedoch durch die Existenz des Hotelangestellten Poche, der Victor-Emmanuel wie aus dem Gesicht geschnitten ist, erheblich verkompliziert. Außerdem spricht Herrn Chandebises Cousin Camille Konsonanten sehr schlecht aus, was wiederum zu weiteren komischen Verwirrungen und Missverständnissen führt.

## Deutsche Übersetzungen
- Der Floh im Ohr. Schwank in drei Akten. Deutsch von Fred Alten. In: Theater heute. Band 9, Nr. 7, 1968, S. 46–68.
- Der Floh im Ohr. Lustspiel. Deutsch von Barbara Baszel. Rowohlt, Reinbek bei Hamburg 1986.
- Der Floh im Ohr. Lustspiel. Bearbeitet von Manfred Hinrichs. Norderstedt, 2010.
- Der Floh im Ohr. Schwank. Deutsch von Jürgen Kropp. Verden, 1998.
- De Floh in't Ohr. Schwank. Plattdeutsche Fassung von Jürgen Kropp. Verden, 1998.
- De Flauh in't Aohr. Schwank. Westfälische Fassung von Jürgen Kropp und Rainer Schepper. Verden, 1998.
- Floh im Ohr. Aus dem Französischen von Elfriede Jelinek. Rowohlt, Reinbek bei Hamburg 2016.
- De Floo im Ohr. Komödie. Schweizerdeutsche Übersetzung aus dem Französischen von Peter Niklaus Steiner. Theaterverlag Elgg, Belp 2018.